# Eyaletul Salonic
Eyaletul Salonic (în turcă otomană ایالت سلانیك, transliterat: Eyālet-i Selānīk) a fost un eyalet al Imperiului Otoman.

## Diviziunile administrative
Eyaletul era împărțit la mijlocul secolului al XIX-lea în 4 sangeacuri:
- Sangeacul Tirhala (Tesalia)
- Sangeacul Selanik (Salonic)
- Sangeacul Siros (Serres)
- Sangeacul Drama